# Путленки
 Путленки  — деревня в Жарковском муниципальном округе Тверской области.

## География
Находится в юго-западной части Тверской области на расстоянии приблизительно 27 км по прямой на запад по прямой от районного центра поселка Жарковский на правом берегу реки Межа.

## История
Деревня уже была отмечена на карте 1846—1863 годов.  В 1927 году здесь было отмечено 16 дворов. До 2022 года входила в состав ныне упразднённого Новосёлковского сельского поселения.

## Население
Численность населения: 16 человек (русские 100 %) в 2002 году, 6 в 2010.